# Massoniinae
Massoniinae es una subtribu de plantas escilóideas de la familia Asparagaceae.

## Géneros
Massoniinae comprende los siguientes géneros:
- Amphisiphon W. F. Barker =~ Daubenya Lindl.
- Androsiphon Schltr. =~ Daubenya Lindl.
- Brachyscypha Baker = Lachenalia J. Jacq. ex Murray
- Daubenya Lindl.
- Drimiopsis Lindl. & Paxton =~ Ledebouria Roth
- Eucomis L’Hér.
- Lachenalia J. Jacq. ex Murray
- Ledebouria Roth
- Massonia Thunb. ex Houtt.
- Merwilla Speta
- Neobakeria Schltr. = Daubenya Lindl.
- Periboea Kunth = Lachenalia J. Jacq. ex Murray
- Polyxena Kunth =~ Lachenalia J. Jacq. ex Murray
- Resnova Van der Merwe =~ Ledebouria Roth
- Schizocarphus Van der Merwe
- Spetaea Wetschnig & Pfosser
- Veltheimia Gled.
- Whiteheadia Harv. =~ Massonia Thunb. ex Houtt.